# Blériot-SPAD S.61
Il Blériot-SPAD S.61, citato anche semplicemente come SPAD S.61, era un caccia monomotore biplano sviluppato dall'azienda francese Blériot-SPAD nei primi anni venti e prodotto, oltre che dalla stessa, in Polonia su licenza da Centralne Warsztaty Lotnicze (CWL) e Państwowe Zakłady Lotnicze (PZL).
Sviluppato contemporaneamente al Blériot-SPAD S.51 per rispondere ad una specifica dell'Armée de terre, l'esercito francese, le autorità militari gli preferirono l'S.51 tuttavia venne acquistato dalle aeronautiche militari di Polonia e Regno di Romania.

## Varianti
- S.61/1 - prototipo destinato alle valutazioni francesi.
- S.61/2 - versione di produzione in serie destinata a Polonia e Romania.
  - S.61-bis - conversioni dall' S.61/2
- S.61/3 - prototipo caratterizzato dall'apertura alare ridotta, realizzato in un solo esemplare.
- S.61/4 - prototipo equipaggiato con un motore Lorraine-Dietrich 12Ee
- S.61/5 - versione equipaggiata con un motore Hispano-Suiza 12Gb, realizzata in tre esemplari.
- S.61/6 - prototipo, conversione in aereo da competizione dell' S.61-bis
  - S.61/6a - conversione equipaggiata con un motore a W Lorraine W-
  - S.61/6b - conversione dell' S.61/6a dotata di un serbatoio supplementare per partecipare all'edizione del 1924 della Coupe Michelin.
  - S.61/6c - versione realizzata per il tentativo conquistare il record di velocità mondiale, distrutta durante il tentativo.
  - S.61/6d - versione realizzata per il tentativo non riuscito di conquistare il record mondiale di velocità.
- S.61/7 - versione equipaggiata con un compressore meccanico Rateau realizzata per il tentativo non riuscito di conquistare il record mondiale di altitudine.
- S.61/8 - conversione dell' S.61/5 rimotorizzato con un Hispano-Suiza 12Hb.
- S.61/9 - versione modificata dell' S.61/6d realizzata per partecipare all'edizione del 1929 della Coupe Michelin.
- S.61 SES - ultimo sviluppo dell' S.61 caratterizzato dall'adozione di un'ala di nuovo disegno, rimasto allo stadio di prototipo.

## Utilizzatori
Francia
- Aéronautique Militaire

utilizzato solo in test di valutazione.
 Polonia
- Siły Powietrzne

 Romania
- Aeronautica Regală Românã